# Joom
Joom — международная группа компаний в сфере электронной коммерции и финансовых технологий, основанная в июне 2016 года в Риге, Латвия. Офисы компании расположены в Китае, Португалии, Гонконге, США, Германии и Люксембурге. На текущий момент Joom включает в себя пять различных бизнесов предприятий.

## История
Приложения Joom для операционных систем Android и iOS и сайт компании были созданы в июне 2016 года.
В январе 2018 года была открыта логистическая компания Joom Logistics, доставляющая товары, заказанные на Joom. 
В ноябре 2020 года финансовое приложение Joompay, выпущенное в Европе, получило лицензию на финансовую деятельность.
В мае 2021 года Joom объявил о запуске маркетплейса для оптовых заказов из Китая JoomPro.

## Обзор
Joom Marketplace
Joom Marketplace — это платформа электронной коммерции и мобильное приложение для покупки товаров из Азии и Европы. Она была запущена в 2016 году в Риге, Латвия.
В 2017 году приложение Joom было запущено во Франции, Испании и Германии.
Joom стал самым загружаемым приложением для покупок в Европе в 2018 году с более чем 56 миллионами установок.
К концу 2020 года приложение Joom было загружено 150 миллионов раз в Европейском регионе.
В 2021 году Joom присоединилась к инициативе Product Safety Pledge, которая представляет собой соглашение о сотрудничестве с государствами — членами ЕС по удалению опасных продуктов со своих веб-сайтов.
По состоянию на начало 2022 года у Joom было более 400 миллионов пользователей по всему миру, включая как приложения для iOS и Android, так и веб-версию. У торговой площадки было 25 миллионов активных пользователей в месяц и 20 миллионов активных покупателей.
Joom стала одной из первых площадок, которые возобновили доставку товаров в Укрaину после Российского вторжения в Укрaину.
С 2022 года Joom поддерживает «Рейтинг развития талантов» латвийского фонда Атиса Кронвалдса.
Joom Logistics
Joom Logistics — это сервис, предоставляющий логистические, технологические и инфраструктурные услуги для трансграничной электронной коммерции. Он был запущен и зарегистрирован в Гонконге в 2018 году. В 2021 году компания запустила логистические услуги в Европе и Южной Корее в дополнение к хабам в Гонконге и Стамбуле (компания появилась на турецком рынке в июне 2019 года).
С 2022 года компания начала развивать доставку из Японии.
Joompay
В 2019 году компания Joom запустила Joompay, финтех-сервис для ежедневных финансовых транзакций в Европе. Joompay получил лицензию в ноябре 2020 года в Люксембурге, где базируется компания.
В декабре 2020 года Joompay стал основным участником Visa.
В начале 2021 года было запущено приложение для P2P-платежей, доступное для пользователей в Европейском регионе.
Сервис регулируется Комиссией по надзору за финансовым сектором. Большинство клиентов сервиса находится во Франции, Испании и Германии.
В марте 2021 года Joompay начал сотрудничество с провайдером верификации Veriff.
С февраля 2022 года Joompay активно поддерживает украинских беженцев в Европе, предлагая им бесплатные европейские аккаунты для мгновенных платежей. Эта услуга была разработана в сотрудничестве с Veriff.
В 2022 году количество пользователей сервиса достигло 250 000 человек. В этом же году сервис начал сотрудничество с платежным банком Banking Circle.
JoomPro
В 2021 году Joom запустил JoomPro, платформу для трансграничной оптовой торговли. Она позволяет продавцам заключать договор, в котором заранее прописываются цена и сроки доставки, а также обеспечивает режим «одного окна» — работу с клиентом всегда ведет один менеджер, который работает с импортером на всех этапах доставки.
По состоянию на 2021 год JoomPro предлагал более 100 тысяч товаров от десятков китайских продавцов в таких категориях, как электроника, одежда, товары для дома и другие. JoomPro планирует довести количество товаров до нескольких миллионов.
JoomPro работает «под ключ», то есть берет на себя весь процесс закупки, включая выбор поставщика, контроль качества, хранение на складе в Китае, логистику для отправки в Европу, таможенное оформление, сертификацию и декларирование и т. д.
Onfy
Onfy — это фармацевтический маркетплейс, доступный для клиентов в Германии. Она была зарегистрирована в 2021 году как Joom Pharm Solutions GmbH и запущена в 2022 году как Onfy. Штаб-квартира Onfy находится в Берлине.